# Anthodioctes speciosus
Anthodioctes speciosus är en biart som beskrevs av Urban 1999. Anthodioctes speciosus ingår i släktet Anthodioctes och familjen buksamlarbin. Inga underarter finns listade i Catalogue of Life.